# Australian Open 1975
L'Australian Open 1975 è stata la 63ª edizione dell'Australian Open e prima prova stagionale dello Slam per il 1975. Si è disputato dal 21 dicembre 1975 al 1º gennaio 1976 sui campi in erba del Kooyong Stadium di Melbourne in Australia. Il doppio misto non si è disputato.

## Risultati

### Singolare maschile
John Newcombe ha battuto in finale  Jimmy Connors con il punteggio di 7–5, 3–6, 6–4, 7–6(7).

### Singolare femminile
Evonne Goolagong Cawley ha battuto in finale  Martina Navrátilová con il punteggio di 6–3, 6–2

### Doppio maschile
John Alexander /  Phil Dent hanno battuto in finale  Bob Carmichael /  Allan Stone per 6–3, 7–6.

### Doppio femminile
Evonne Goolagong Cawley /  Peggy Michel hanno battuto in finale  Margaret Smith Court /  Ol'ga Morozova per 7–6, 7–6.

### Doppio misto
Il doppio misto non è stato disputato tra il 1970 e il 1985.